# Terminator: Spasenje
Terminator: Spasenje (eng. Terminator: Salvation) američki je znanstveno-fantastični film iz 2009. godine u režiji McG-ja s Christianom Baleom u glavnoj ulozi. To je ujedno prvi film iz serijala snimljen bez Arnolda Schwarzeneggera, iako se njegov lik pojavljuje u digitaliziranom obliku.

## Radnja
Nakon što je Skynet izvršio napad na čovječanstvo, šačica preživjelih ljudi okupila se pod vodstvom Johna Connora (Christian Bale), predestiniranog da obrani ljudsku vrstu od strojeva.
Godina je 2018. Kibernetički strojevi, poznati kao Terminatori, napadaju i uništavaju posljednje organizirane pokrete otpora. U isto vrijeme pojavljuje se zagonetni stranac Marcus Wright (Sam Worthington), koji pati od amnezije. Skynet se sprema na konačan obračun s ljudskom vrstom, a Connor otkriva šokantnu istinu o Marcusu, kiborgu poslanom da ga ubije.

## Glumci
| Glumac/glumica       | Lik                                   |
| -------------------- | ------------------------------------- |
| Christian Bale       | John Connor                           |
| Sam Worthington      | Marcus Wright, Terminator/infiltrator |
| Anton Yelchin        | Kyle Reese                            |
| Moon Bloodgood       | Blair Williams                        |
| Helena Bonham Carter | Dr. Serena Kogan                      |
| Bryce Dallas Howard  | Kate Connor                           |

## Box office
Film je u SAD-u zaradio 125,322,469 USD, a širom svijeta ukupno 372,046,055 USD, što je tek treća najveća zarada u serijalu, jer su drugi i treći dio imali znatno veću zaradu.